# Benoni

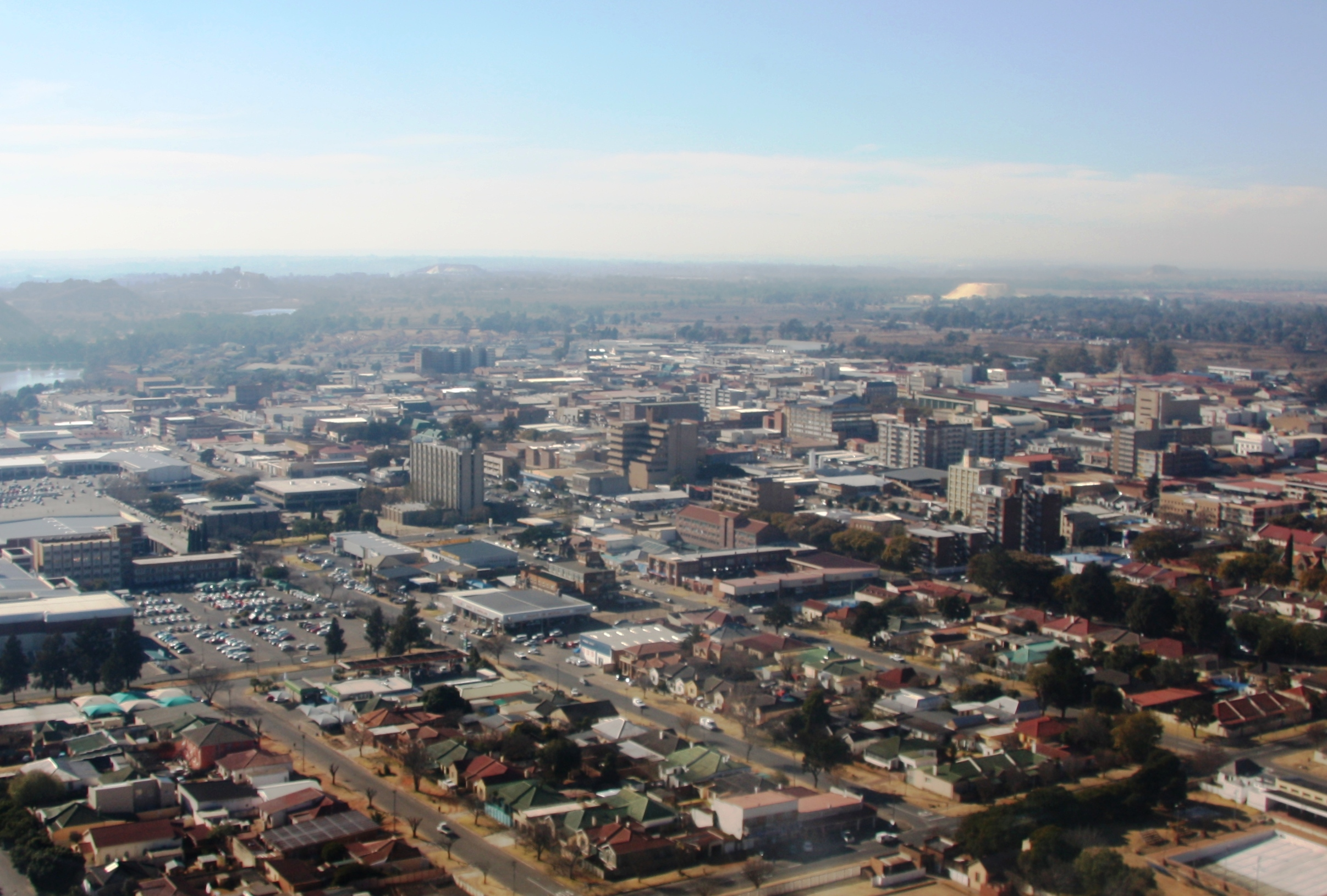
Benoni

Benoni är en stad i provinsen Gauteng i nordöstra Sydafrika. Den ligger 30 km öster om Johannesburg, på 1 645 meters höjd över havet, och hade 158 777 invånare vid folkräkningen 2011. Benoni tillhör storstadskommunen Ekurhuleni som är en del av det större stads- och industriområdet Witwatersrand. 
Benoni blev stad 1907. Ekonomin domineras traditionellt av guldgruvdrift och produktion av järn och stål, men på senare år[när?] har näringslivet blivit mer varierat. Staden är en kommunikationsknutpunkt med goda väg- och järnvägsförbindelser. OR Tambo internationella flygplats ligger norr om staden.